# Robert Clohessy
Robert Clohessy (* 10. Juni 1957 in New York) ist ein US-amerikanischer Schauspieler.

## Leben
Clohessy wurde als fünftes von acht Kindern des irischstämmigen New Yorker Polizisten John Clohessy geboren. Er studierte an der State University of New York at Purchase. Während seine Brüder Polizisten, Vollstreckungsbeamte oder Marines wurden, strebte Clohessy zunächst eine Karriere im Theater an. In den ersten Jahren nach seinem Studium trat er vorwiegend Off-Off-Broadway oder wie Clohessy es später selbst formulierte „praktisch im East River“ auf.
Er stellte daher seine Theater-Ambitionen zurück, wandte sich dem Fernsehen zu und zog nach Kalifornien. Ab Mitte der 1980er Jahre war Clohessy in Fernsehserien wie Polizeirevier Hill Street, Ohara und One of the Boys zu sehen. Später folgten zahlreiche Nebenrollen in Fernseh- und Kinofilmen.
1998 zog er mit seiner Familie nach Connecticut. Bekannt wurde er ab 1999 durch seine Rolle als Gefängniswärter Sean Murphy in der HBO-Fernsehserie Oz – Hölle hinter Gittern, die er bis zum Jahr 2003 in 38 Folgen spielte. Im Jahr 2009 trat er in der Independent-Miniserie The Crimson Mask auf, für den er auch als Executive Producer fungierte. Für seine Rolle in The Crimson Mask wurde Clohessy bei der Long Island International Film Expo 2009 als Best Actor in a Dramatic Feature und beim Hoboken International Film Festival 2009 als Best Supporting Actor ausgezeichnet. Ab dem Jahr 2010 übernahm er Rollen in den Fernsehserien Boardwalk Empire und Blue Bloods – Crime Scene New York. Parallel trat er wieder am Theater auf, diesmal auch in Broadway-Inszenierungen wie Twelve Angry Men oder Pal Joey.
Im Jahr 2012 war er in kurzen aber prägnanten Nebenrollen in der Comicverfilmung Marvel’s The Avengers und dem Drama The Place Beyond the Pines zu sehen.
Aus seiner Ehe mit Catherine Erhardt gingen die beiden Söhne Byron Clohessy und Myles Clohessy hervor, die beide ebenfalls als Schauspieler tätig sind.

## Filmografie (Auswahl)
- 1986: Molly’s Pilgrim (Kurzfilm)
- 1986–1987: Polizeirevier Hill Street (Hill Street Blues, Fernsehserie, 14 Episoden)
- 1987: Das Ritual (The Believers)
- 1987–1988: Ohara (Fernsehserie, 19 Episoden)
- 1989: One of the Boys (Fernsehserie, 6 Episoden)
- 1989: Sidewalk Stories
- 1991: Perry Mason und das Loch im Alibi (The Case of the Fatal Fashion, Fernsehfilm)
- 1992: Frau Doktor kommt (Laurie Hill, Fernsehserie, 10 Episoden)
- 1992: Im Schatten eines Mörders (In the Shadow of a Killer, Fernsehfilm)
- 1992: Devlin – Blutige Intrige (Devlin, Fernsehfilm)
- 1993: Stone Soup
- 1994: Der steinige Weg zur Gerechtigkeit (Assault at West Point: The Court-Martial of Johnson Whittaker, Fernsehfilm)
- 1994: Couples (Fernsehfilm)
- 1994: Angels – Engel gibt es wirklich! (Angels in the Outfield)
- 1995: Mord ist ihr Hobby – Unfreiwillige Zeugin – Staffel 12, Folge 11/24
- 1995: The Great Mom Swap (Fernsehfilm)
- 1997: Married to a Stranger (Fernsehfilm)
- 1998, 2000, 2005, 2009: Law & Order (Fernsehserie, 4 Episoden)
- 1999–2003: Oz – Hölle hinter Gittern (Oz, Fernsehserie, 38 Episoden)
- 1999: A Touch of Hope (Fernsehfilm)
- 2000: Springfield Story (Guiding Light, Fernsehserie, 6 Episoden)
- 2005: Die Dolmetscherin (The Interpreter)
- 2005: The Signs of the Cross
- 2006: 16 Blocks
- 2006: A Merry Little Christmas
- 2006–2007: Kidnapped – 13 Tage Hoffnung (Kidnapped, Fernsehserie, 9 Episoden)
- 2007: Mattie Fresno and the Holoflux Universe
- 2007: Across the Universe
- 2007: One Night
- 2008: 27 Dresses
- 2008: New Amsterdam (Miniserie, 6 Episoden)
- 2008: The Drum Beats Twice
- 2008: Calling It Quits
- 2008: Priceless
- 2009: The Crimson Mask
- 2010: An Affirmative Act
- 2010: White Collar (Fernsehserie, Episode 2×05)
- 2010: All Beauty Must Die (All Good Things)
- 2010–2011: Boardwalk Empire (Fernsehserie, 17 Episoden)
- 2010–2024: Blue Bloods – Crime Scene New York (Blue Bloods, Fernsehserie)
- 2011: Arthur
- 2011: Fake
- 2011: Nie mehr ohne Dich (My Last Day Without You)
- 2011: Aushilfsgangster (Tower Heist)
- 2012: Broadway’s Finest
- 2012: Ein riskanter Plan (Man on a Ledge)
- 2012: Marvel’s The Avengers (The Avengers)
- 2012: The Night Never Sleeps
- 2012: The Place Beyond the Pines
- 2012: Desperate Endeavors
- 2012: Unforgettable (Fernsehserie, Episode 1x13)
- 2012–2013: Curse of the Crimson Mask (Miniserie, 3 Episoden)
- 2013: Send No Flowers
- 2013: The Wolf of Wall Street
- 2013: The Immigrant
- 2014: Charlie Mantle
- 2014: The Blacklist (Fernsehserie, Episode 1x15)
- 2014: A Most Violent Year
- 2014: A Strong Collected Spirit
- 2015: Living with the Dead
- 2015: Disco!
- 2015: Cold Bloods (Fernsehserie, 2 Episoden)
- 2015: To Whom It May Concern
- 2015: And It Was Good
- 2016: Teenage Mutant Ninja Turtles: Out of the Shadows
- 2016: Confidence Game
- 2016: My Art
- 2016: The Drowning
- 2017: Good Time
- 2017: Sugar!
- 2017: The Restaurant
- 2018: Honor Amongst Men
- 2018: The Brawler
- 2018: Birr (Fernsehfilm)
- 2020: Equal Standard
- 2020: A Beautiful Distraction
- 2020: Unsere verlorenen Herzen (Chemical Hearts)
- 2020: Chronicle of a Serial Killer
- 2021: Last Call

## Theater (Auswahl)
- 1990: Bad Habits (New York City Center, New York)
- 2003: Rounding Third (John Houseman Theatre, New York)
- 2004–2005: Twelve Angry Men (American Airlines Theatre, New York)
- 2008–2009: Pal Joey (Studio 54, New York)